# 최연식 (프로게이머)
최연식(崔然式, 1989년 1월 2일 ~ )은 대한민국의 전직 스타크래프트, 스타크래프트 II 프로게이머이다. 종족은 테란이며, 아이디는 TheStC이다.

## 개요

### 스타크래프트
2006년 하반기 드래프트에서 STX SouL의 3차 지명으로 입단하였다.
2008년 8월 한국e스포츠협회에 임의탈퇴로 공시되면서 사실상 프로게이머를 은퇴하였다.

### 스타크래프트 II
2010년 스타크래프트 II가 출시되며 스타크래프트 II 게이머로 전향하였고 Old Generations에 입단했다.
2011년 군복무를 마치고 현재 스타크래프트 II 리그에 참가하고 있다.
2012년 QuantcGaming 팀에 들어갔다.
이후 QuantcGaming이 해체되었고 2013년 1월 컴플렉시티에 입단하였다.
2014년 1월 1일 컴플렉시티와의 계약이 만료되어 무소속 신분이 되었다.
2014년 4월 30일 은퇴하였다.

## 주요 기록

### 스타크래프트
- 2006년 8월 제23회 커리지매치 입상

### 스타크래프트2
- 2011년 IPL 3 4강
- 2011년 MLG Orlando 3위
- 2011년 Sony Ericsson GSL Nov. 코드 A 48강
- 2012년 2012 HOT6 GSL Season 1 코드 A 24강
- 2012년 MLG Winter Arena 13-16th
- 2012년 2012 HOT6 GSL Season 2 승강전/코드 S 16강/코드 A 12강
- 2012년 2012 무슈제이 GSL Season 3 코드 S 32강/코드 A 24강
- 2012년 ASUS ROG Winter 2012 8강
- 2012년 MLG 2012 Summer Season Championship 4위
- 2012년 2012 DreamHack Open Valencia 4강
- 2012년 2012 HOT6 GSL Season 4 승강전/코드 A 48강
- 2012년 IPL 5 9-12th
- 2012년 MLG 2012 Fall Season Championship 24강
- 2013년 제4회 인천 실내무도아시아경기대회 스타2 부문 국가대표 선발전 32강
- 2013년 DreamHack Open Summer 2013 32강
- 2013년 2013 WCS 아메리카 시즌 1 챌린저리그 16강
- 2013년 2013 WCS 아메리카 시즌 1 프리미어리그 16강
- 2013년 MLG 2013 Spring Season Championship 12강
- 2013년 2013 DreamHack Open: Valencia 16강
- 2013년 2013 WCS 아메리카 시즌 2 챌린저리그 40강
- 2013년 2013 WCS 아메리카 시즌 3 프리미어리그 32강
- 2013년 2013 WCS 아메리카 시즌 3 챌린저리그 24강
- 2014년 2014 WCS 아메리카 시즌 1 프리미어리그 32강